# 出雲大社飛騨教会
出雲大社飛騨教会（いずもおおやしろ／たいしゃ ひだきょうかい）は岐阜県下呂市森にある神社、出雲大社教の教会である。通称は「下呂の大黒様」。

## 来歴
- 1934年（昭和9年）- 出雲大社より御分霊を勧請[1]。仮奉置所を設置[1]。
- 1935年（昭和10年）- 社殿造営着工（昭和12年完工）[1]。
- 1939年（昭和14年）- 県及び出雲大社教 千家尊有管長より出雲大社教飛騨教会設立の許可[1]。
- 1944年（昭和19年）- 神殿、神域の改装と石の玉垣を築造し遷宮式を行う[1]。
- 2000年（平成12年）7月5日 - 御鎮座60年謝恩大祭を斎行[1]。

## アクセス
- JR東海高山本線下呂駅より徒歩。